# 毛玉成
毛玉成（？—1856年），字琢菴，號希銘，山東歷城（今屬濟南市）人。清朝政治人物。毛式郇之孫。咸豐年間官至雲南太和縣知縣，在杜文秀回族起事中兵敗殉職。

## 生平
毛玉成於道光二十六年（1846年）中丙午科順天鄉試舉人，道光二十七年（1847年）聯捷丁未科三甲第九十名進士。抽籤分至雲南以知縣任用。道光二十九年（1849年），充己酉科鄉試同考官，歷署河陽、南寧知縣，以捐輸軍餉之功加知州頭銜。
咸豐初被任命為平彝縣知縣，未赴任，調署太和縣，任內廉潔愛民。咸豐五年（1855年），滇南回漢械斗愈演愈烈，次年，姚州回民起事，攻占州城，駐扎在大理府的提督文祥率兵進剿，大理空虛。杜文秀趁機在滇西蒙化起兵，攻打大理城。太和為大理屬縣，迤西道林廷熙兵敗被殺後，毛玉成激勵軍民圍剿，凡斬獲皆有重賞。知府唐惇培招募千人自衛，毛玉成進以老弱殘兵不足八十人應戰。當時各路民變軍隊在大理境內會合，毛玉成戰死，身首異處，僅屍身被邑民搶回。

## 著作
任南寧知縣時，曾主修咸豐《南寧縣志》十卷。

## 家族
毛玉成祖父毛式郇為嘉慶四年（1799年）進士，官至禮部、吏部侍郎。父毛健，在福建任延平知府，咸豐七年（1857年）三月天地會破城，毛健與從子玉桐皆身死。賞雲騎尉世職。玉成三弟玉鳴，浙江候補鹽大使，咸豐十一年（1861年）在山東訓練鄉勇剿匪期間殉難。後雲貴總督吳振棫、撫軍張亮吉將玉成之事上奏，朝廷撫恤，玉成長子毛搢，次子毛拊皆受世職。民國《續修歷城縣志》將其父子之事列入《忠義傳》。

## 外部連結
- 毛玉成 （页面存档备份，存于） 中研院史語所